# Naqi’a
Naqi’a (sem. Naqi’a), Zakutu (akad. Zakūtu) – asyryjska królowa, jedna z małżonek Sennacheryba (704–681 p.n.e.), matka Asarhaddona (681–669 p.n.e.) i babka Aszurbanipala (669–627? p.n.e.).
Królowa ta była najprawdopodobniej kobietą pochodzenia aramejskiego na co wskazuje jej zachodniosemickie imię Naqi’a, znaczące „czysta”. W Asyrii znana ona była również pod imieniem Zakutu, będącym akadyjskim odpowiednikiem imienia Naqi’a. Zyskała ona przychylność Sennacheryba i stała się jedną z jego żon. Jej pozycja i wpływy znacznie wzrosły po śmierci Aszur-nadin-szumiego, najstarszego syna Sennacheryba z innej żony, kiedy to jej własny syn Asarhaddon stał się następcą asyryjskiego tronu. Po objęciu władzy Asarhaddon pozostawał pod dużym wpływem swej matki, która wywierała bezpośredni wpływ na bieżące sprawy państwa. Posiadała część pałacu do własnego użytku i otrzymywała regularne raporty dotyczące zdrowia jej syna. To ona doprowadziła do wyznaczenia na następcę asyryjskiego tronu Aszurbanipala, a nie jego starszego brata Szamasz-szuma-ukina, który wyznaczony został na króla Babilonii. Jej wpływ wzrósł jeszcze bardziej po śmierci Asarhaddona w czasie wyprawy wojennej w 669 r. p.n.e. By uniknąć powtórzenia się zaburzeń, jakie miały miejsce na początku panowania Asarhaddona, skłoniła do złożenia przysięgi wierności Aszurbanipalowi elity asyryjskie. Zmarła najprawdopodobniej krótko po koronacji Aszurbanipala.
Naqi’a/Zakutu ze względu na długość życia, silną osobowość  i znaczenie jakie zdobyła na dworze asyryjskim, obok Sammu-ramat należy do nielicznych kobiet, które zapisały się w historii Asyrii.